# Janji Mauli (Sipirok)
Janji Mauli is een bestuurslaag in het regentschap Tapanuli Selatan van de provincie Noord-Sumatra, Indonesië. Janji Mauli telt 150 inwoners (volkstelling 2010).